# Medaki
Medaki (en italien : Medachi) est une localité de Croatie située en Istrie, dans la municipalité de Sveti Lovreč, dans le comitat d'Istrie. En 2001, la localité comptait 36 habitants.

## Démographie
| 1948 | 1953 | 1961 | 1971 | 1981 | 1991 | 2001 |
| ---- | ---- | ---- | ---- | ---- | ---- | ---- |
| 50   | 47   | 34   | 28   | 22   | 21   | 36   |